# Seven NACRA Femenino 2012
El Seven NACRA Femenino (North America Caribbean Rugby Association) de 2012 fue la octava edición del torneo femenino de rugby 7 de la confederación norteamericana. 
Se disputó el 25 y el 26 de agosto en Ottawa, Canadá.

## Posiciones
| Equipo            | Encuentros | Encuentros | Encuentros | Encuentros | Tantos  | Tantos    | Tantos     | Puntos |
| Equipo            | jugados    | ganados    | empatados  | perdidos   | a favor | en contra | diferencia | Puntos |
| ----------------- | ---------- | ---------- | ---------- | ---------- | ------- | --------- | ---------- | ------ |
| Canadá            | 4          | 4          | 0          | 0          | 196     | 0         | +196       | 12     |
| Jamaica           | 4          | 3          | 0          | 1          | 60      | 52        | +8         | 10     |
| Trinidad y Tobago | 4          | 2          | 0          | 2          | 68      | 70        | -2         | 8      |
| México            | 4          | 1          | 0          | 3          | 46      | 111       | -65        | 6      |
| Islas Caimán      | 4          | 0          | 0          | 4          | 0       | 137       | -137       | 4      |

#### Copa de oro
|  | Semifinales       | Semifinales       | Semifinales       |                   |        | Copa   | Copa | Copa |  |
|  |                   |                   |                   |                   |        |        |      |      |  |
|  |                   |                   |                   |                   |        |        |      |      |  |
|  | Canadá            | Canadá            | 42                |                   |        |        |      |      |  |
|  | Canadá            | Canadá            | 42                |                   |        |        |      |      |  |
|  | México            | México            | 0                 |                   |        |        |      |      |  |
|  | México            | México            | 0                 |                   | Canadá | Canadá | 46   |      |  |
|  |                   |                   |                   |                   | Canadá | Canadá | 46   |      |  |
|  |                   |                   | Trinidad y Tobago | Trinidad y Tobago | 0      |        |      |      |  |
|  | Trinidad y Tobago | Trinidad y Tobago | Trinidad y Tobago | Trinidad y Tobago | 0      | 22     |      |      |  |
|  | Trinidad y Tobago | Trinidad y Tobago |                   |                   |        | 22     |      |      |  |
|  | Jamaica           | Jamaica           | 5                 |                   |        |        |      |      |  |
|  | Jamaica           | Jamaica           | 5                 |                   |        |        |      |      |  |
|  |                   |                   |                   |                   |        |        |      |      |  |

| Bandera de Canadá |
| Campeón Canadá    |
| 4.to título       |